# Hard Rain
Hard Rain es un álbum en directo del músico estadounidense Bob Dylan, publicado por la compañía discográfica Columbia Records en septiembre de 1976. El álbum, que recoge la segunda etapa de la gira Rolling Thunder Revue, fue grabado parcialmente el 23 de mayo en el Hughes Stadium de Fort Collins (Colorado), durante el penúltimo concierto de la gira. El concierto fue también filmado y posteriormente retransmitido por la NBC como Hard Rain, un documental de una hora de duración. Cuatro canciones del álbum —«I Threw It All Away», «Stuck Inside of Mobile with the Memphis Blues Again», «Oh, Sister» y «Lay Lady Lay»— fueron grabadas el 16 de mayo en un concierto ofrecido en Fort Worth (Texas).
Tras su publicación, tanto el documental televisivo como el álbum obtuvieron malas reseñas de la prensa musical. Según el crítico musical Tim Riley: «A pesar de que la banda había estado tocando junta más tiempo, el encanto se había ido por sus intercambios», mientras que Janet Maslin, de Rolling Stone, comentó: «Hard Rain parece salir cuando la Rolling Thunder Revue, tan alegre y electrizante en sus primeras actuaciones, acababa de perder fuelle». Robert Christgau, en su reseña para Village Voice, criticó la Rolling Thunder Revue como «folkies cuyas ideas sobre el rock and roll eran clichés del rock and roll».
A pesar de la fuerte promoción, con una portada del documental en TV Guide, el documental de la NBC emitido el 23 de mayo atrajo calificaciones decepcionantes. El álbum alcanzó el puesto tres en la lista de discos más vendidos del Reino Unido y el 17 en la lista estadounidense Billboard 200. Fue también certificado como disco de oro en ambos países.
Un documento sobre la primera porción de la gira Rolling Thunder Revue fue publicada en 2002 en el recopilatorio The Bootleg Series Vol. 5: Bob Dylan Live 1975, The Rolling Thunder Revue.

## Lista de canciones
Todas las canciones escritas y compuestas por Bob Dylan excepto donde se anota. 
| Cara A |                                                       |                         |          |  |
| N.º    | Título                                                | Escritor(es)            | Duración |  |
| 1.     | «Maggie's Farm»                                       |                         | 5:23     |  |
| 2.     | «One Too Many Mornings»                               |                         | 3:47     |  |
| 3.     | «Stuck Inside of Mobile with the Memphis Blues Again» |                         | 6:01     |  |
| 4.     | «Oh, Sister»                                          | Bob Dylan, Jacques Levy | 5:08     |  |
| 5.     | «Lay Lady Lay»                                        |                         | 4:47     |  |

| Cara B |                          |          |  |
| N.º    | Título                   | Duración |  |
| 1.     | «Shelter from the Storm» | 5:29     |  |
| 2.     | «You're a Big Girl Now»  | 7:01     |  |
| 3.     | «I Threw It All Away»    | 3:18     |  |
| 4.     | «Idiot Wind»             | 10:21    |  |

## Personal
| Músicos - Bob Dylan: voz y guitarra - Gary Burke: batería - T-Bone Burnett: piano y guitarra - David Mansfield: guitarra - Scarlet Rivera: violín - Mick Ronson: guitarra - Steven Soles: guitarra y coros - Rob Stoner: bajo y coros - Howard Wyeth: batería y piano | Personal técnico - Don DeVito: productor - Don Meehan: grabación y mezclas - Ken Regan: fotografía - Paula Scher: diseño de portada |

## Posición en listas
| País           | Lista                   | Posición |
| -------------- | ----------------------- | -------- |
| Alemania       | Media Control Charts    | 38       |
| Estados Unidos | Billboard 200           | 17       |
| Noruega        | VG-lista Top 40 Albums  | 15       |
| Nueva Zelanda  | New Zealand Music Chart | 24       |
| Países Bajos   | Mega Albums Top 100     | 10       |
| Reino Unido    | UK Albums Chart         | 3        |
| Suecia         | Albums Top 60           | 41       |